# Pierkivaaranjärvi
Pierkivaaranjärvi är en sjö i Finland. Den ligger i kommunen Enare i landskapet Lappland, i den norra delen av landet, 1 000 km norr om huvudstaden Helsingfors. Pierkivaaranjärvi ligger 169 meter över havet. Arean är 59,3 hektar och strandlinjen är 3,26 kilometer lång. Sjön  ingår i Pasvik älvs huvudavrinningsområde. 